# Titus Settidius Firmus
Titus Settidius Firmus war ein im 1. und 2. Jahrhundert n. Chr. lebender römischer Politiker.
Durch die Fasti Ostienses ist belegt, dass Firmus 112 zusammen mit Gaius Claudius Severus Suffektkonsul war; die beiden übten dieses Amt vom 1. Oktober bis zum 31. Dezember aus.
Firmus war vermutlich der Sohn oder der Enkel von Gaius Settidius Firmus, einem Angehörigen des römischen Ritterstandes (Eques), der in den Senatorenstand aufgestiegen war.